# Thrypticus comosus
Thrypticus comosus är en tvåvingeart som beskrevs av Van Duzee 1915. Thrypticus comosus ingår i släktet Thrypticus och familjen styltflugor. Inga underarter finns listade i Catalogue of Life.